# Bruno Senna
Bruno Senna Lalli (São Paulo, Brasil, 15 de octubre de 1983) es un piloto de automovilismo brasileño. Compitió en Fórmula 1 en 2010 con el equipo Hispania Racing, en 2011 con Lotus Renault GP y en 2012 con Williams. En 2013 compitió en el Campeonato Mundial de Resistencia de la FIA con un Aston Martin Vantage GTE-Pro. Entre 2014 y 2016 corrió en Fórmula E para Mahindra Racing. Luego compitió en el Campeonato Mundial de Resistencia, donde fue campeón de la clase LMP2 en 2017 con Rebellion.
Es sobrino del tricampeón mundial de Fórmula 1 Ayrton Senna e hijo de la empresaria Viviane Senna.

## Carrera deportiva

### Inicios

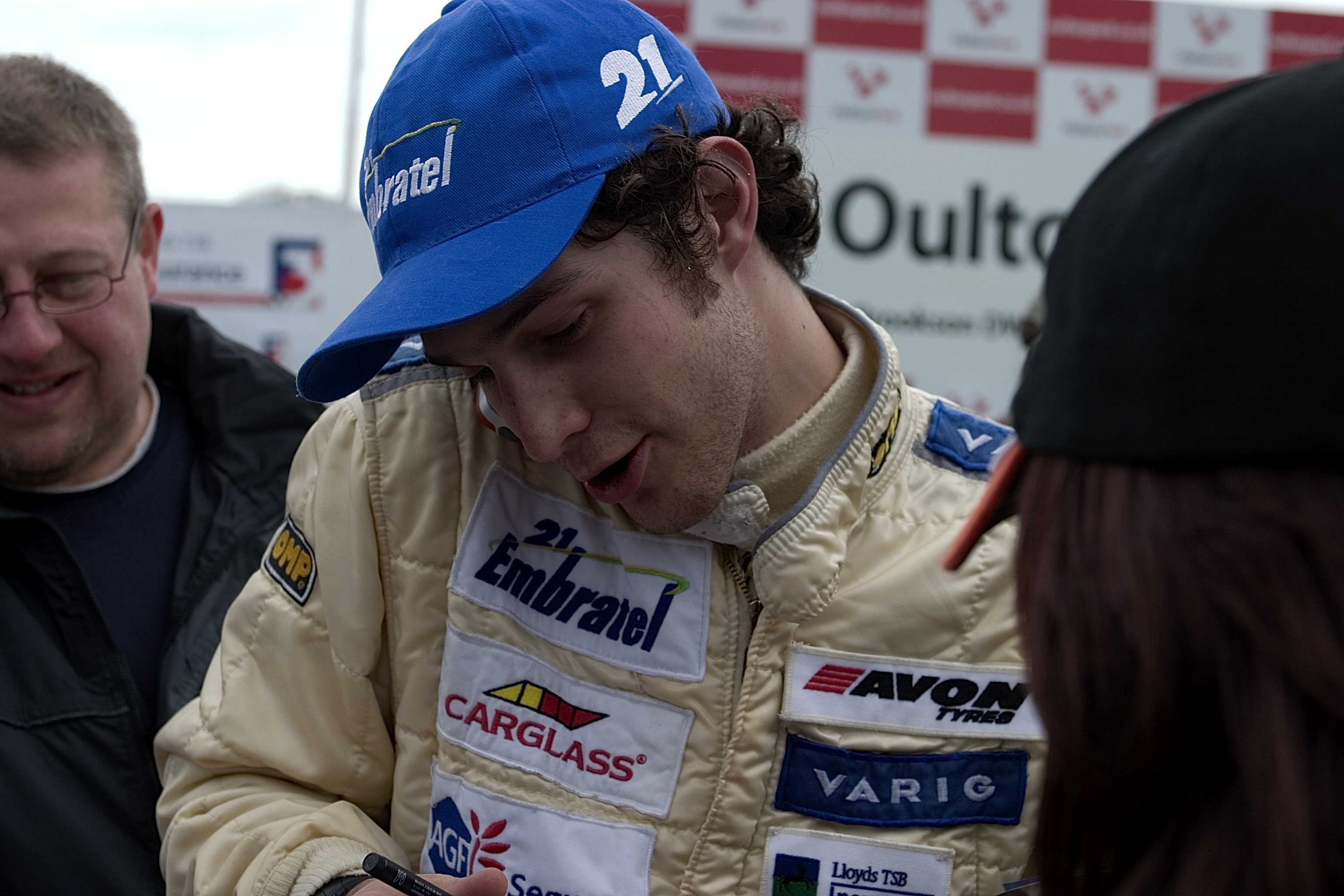
Bruno Senna firmando autógrafos, año 2006.

Con el apoyo de Gerhard Berger, excompañero de Ayrton Senna y amigo de la familia, Bruno debutó en Fórmula BMW en 2004, cuando participó en las dos últimas citas del campeonato británico. En la segunda carrera consiguió salir desde la primera línea de la parrilla en ambas mangas.
En 2005 participó en el campeonato de Fórmula 3 Británica. Consiguió una pole position y tres podios a lo largo de la temporada. También corrió en el Masters de Fórmula 3 y en el Gran Premio de Macao.
En 2006 continuó participando en la F3 Británica con el equipo de Kimi Räikkönen, cosechando victorias en el certamen. Quedó tercero en la general con cinco triunfos.

### GP2 Series
En 2007 participó en la GP2 Series con el equipo Arden International, obteniendo su primera victoria en el Circuito de Cataluña y consiguiendo tres podios a lo largo de la temporada que le valieron para terminar en octava posición el campeonato.
En 2008 continúa participando en la GP2 en el equipo iSport International, teniendo como compañero a Karun Chandhok, con el que realiza un buen papel, consiguiendo dos victorias y cinco podios que le valieron para obtener el subcampeonato. Sin embargo, su segunda temporada estuvo marcada por un incidente en la carrera corta de la ronda de Estambul, donde ingresaron dos perros al autódromo turco, y Senna accidentalmente atropelló a uno de ellos, causándole la muerte instantánea.

### Fórmula 1
Senna aspiraba a dar el salto a la Fórmula 1 y en 2009 pudo ser piloto oficial en dicha categoría en Honda, equipo con el que realizó unos tests, pero finalmente decidieron apostar por la continuidad de su dupla una vez convertidos en Brawn GP. También sonó como futurible para Toro Rosso, algo que tampoco se concretó. Sin embargo, Senna seguía concentrándose en entrar en la F1.

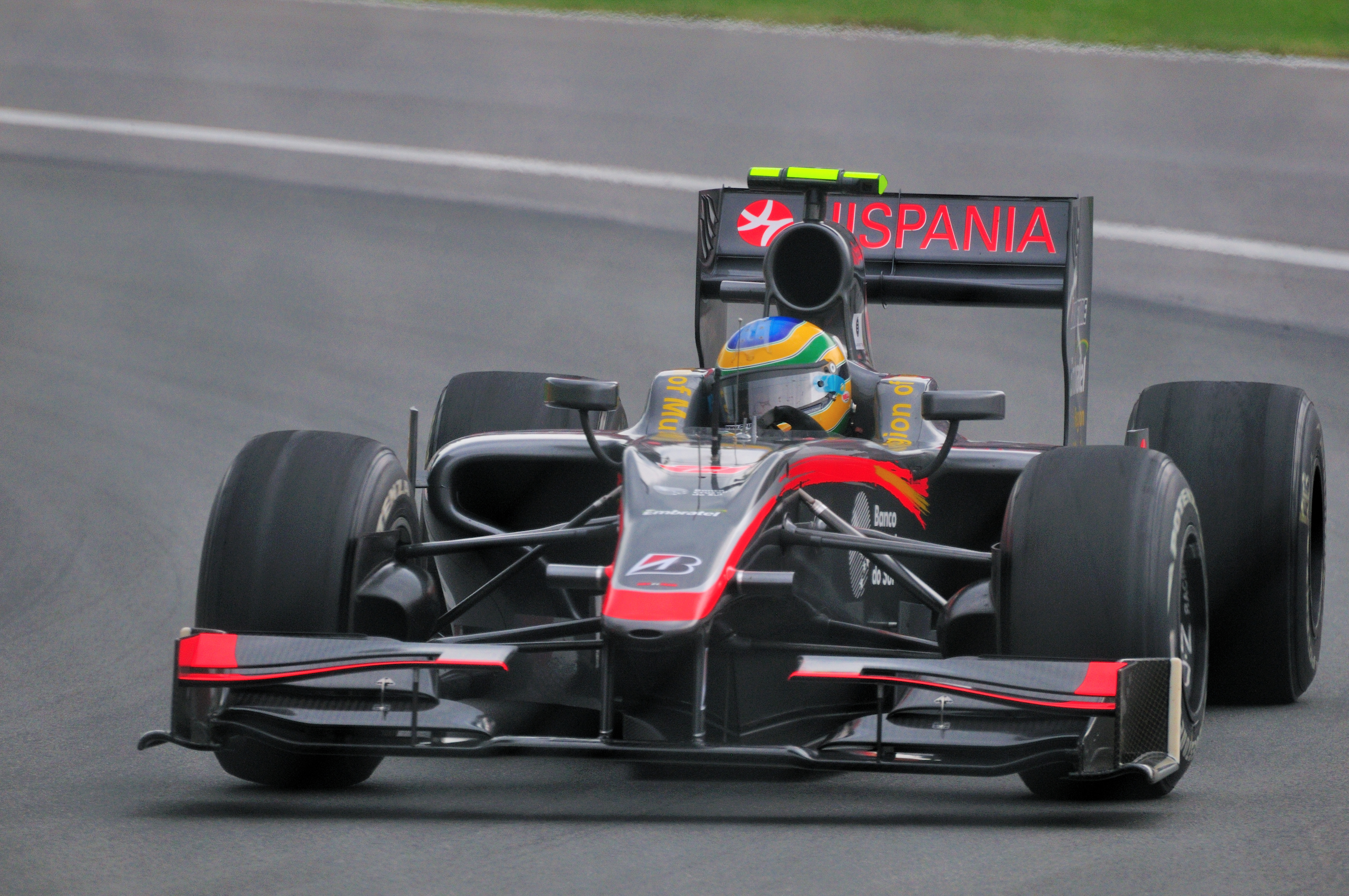
Senna al volante del Hispania F111.

Finalmente, en 2010, Bruno debutó con Hispania Racing en la máxima categoría con Karun Chandhok como compañero de equipo. Sin embargo la escudería española se mostró muy inmadura y técnicamente muy limitada utilizando un coche que nunca estuvo a la altura de los demás monoplazas de la parrilla y que no recibió ninguna evolución en toda la temporada. Así, no es de extrañar que ni Bruno ni su compañero Karun Chandhok lograran pasar a la Q2 ni puntuar. No obstante, Bruno protagonizó una actuación destacable en Turquía, clasificándose por delante de un Virgin y realizando adelantamientos en carrera hasta que tuvo que abandonar. En el Gran Premio de Gran Bretaña, el equipo decide que Sakon Yamamoto corra en su lugar, pero solo en la citada carrera. De las 19 carreras disputadas, Bruno logró acabar en 9 de ellas, abandonó en otras 9 y en una no compitió. Su mejor posición en parrilla fue un 18° lugar en la clasificación del GP de Bélgica; y su mejor posición en carrera, un 14° lugar en el GP de Corea. Colin Koles, jefe del equipo, comunicó que Bruno Senna quedaría libre al final de la temporada, que también sería la última de Kolles en el equipo.

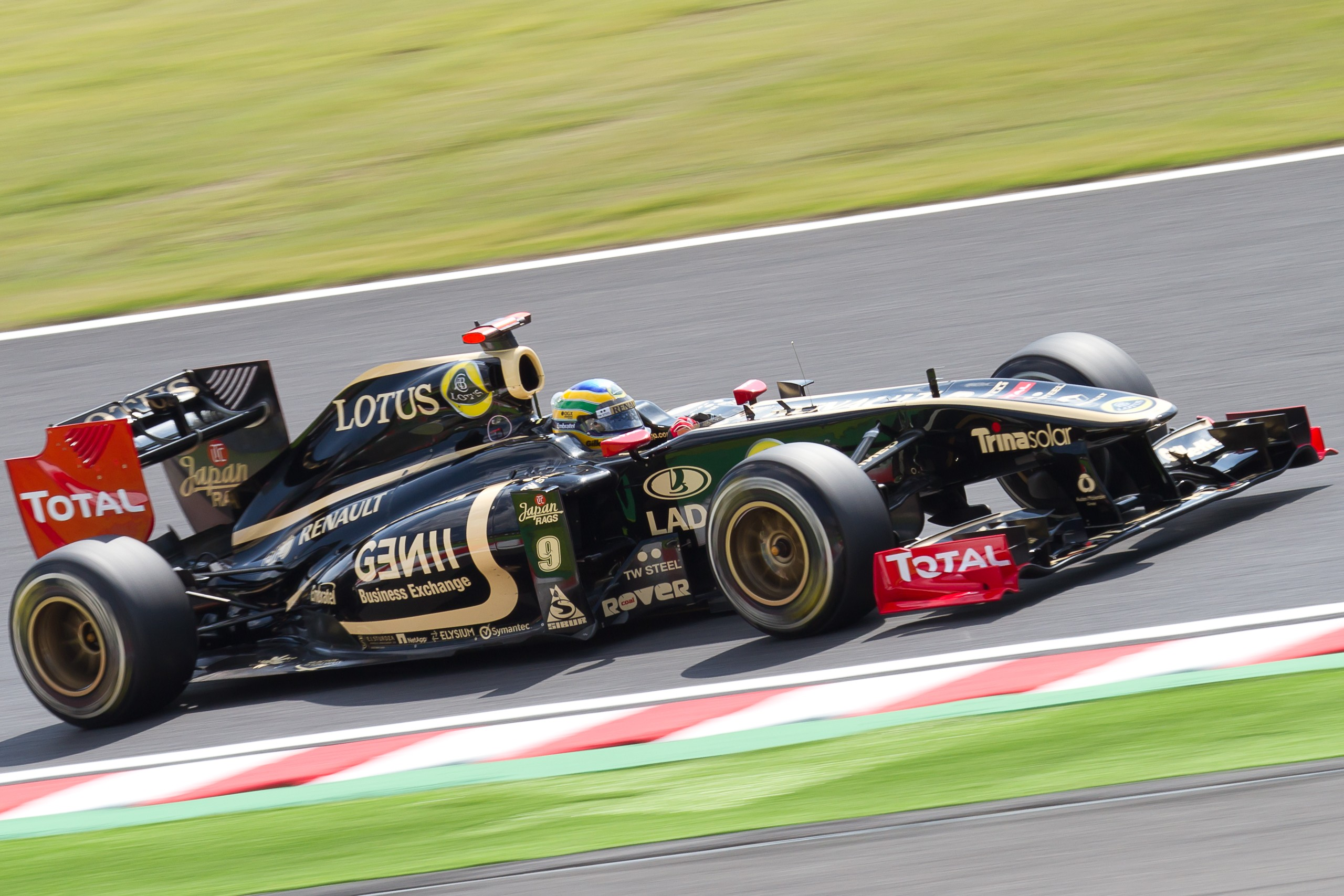
Senna durante el Gran Premio de Japón de 2011.

En 2011, Renault invitó a Bruno a ingresar al equipo como tercer piloto para la temporada 2011 y realizó sus primeros test con el R31 en febrero, en los segundos test de pretemporada, acuñando el quinto mejor tiempo de la sesión y demostrando que era un activo muy valioso para el equipo.
En junio de 2011 sería llamado a subirse en el R31 para realizar tests aerodinámicos de línea recta.
Senna participó en los primeros libres del Gran Premio de Hungría reemplazando a Nick Heidfeld. Bruno marcaría en su primer test en competencia y por primera vez utilizando el KERS y el alerón móvil un tiempo de 1:25.855, a sólo 0.76 segundos del tiempo marcado por Vitaly Petrov, el segundo piloto de la escudería quien viene compitiendo desde 2010.
Poco después, el equipo lo colocó como sustituto de Heidfeld a partir del GP de Bélgica, donde en su primera clasificación en el equipo logró un 7.º lugar y tres puestos delante de su compañero de equipo. En carrera comete un error en la primera frenada causada por su inexperiencia con los neumáticos Pirelli, chocando con Jaime Alguersuari y obligándolo a entrar a boxes inmediatamente, lo que sumado a un drive trough posterior condicionaría todo el resto de la carrera, finalizando 13.º tras remontar 9 posiciones.
En Monza, la siguiente carrera de la temporada y apenas la segunda de Senna para el equipo, el piloto brasileño ingresó a la Q3, en la cual prescindiría de rodar en favor de reservar neumáticos para la carrera. En carrera y tras accidente que ocasionaría Liuzzi en la primera curva y que lo relegaría a la decimoctava posición, Senna terminó noveno tras remontar nueve posiciones, logrando sus primeros puntos en el campeonato. En Singapur, el equipo tendría una presentación con rendimientos de coche muy inferiores a su promedio debido a un trazado que complicó muchísimo la aerodinámica del R31. Bruno Senna acabaría la carrera en la posición 15.ª, dos posiciones adelante de su compañero de equipo y a quien lo supera nuevamente, pero dejando a ambos coches sin puntuar.
En el GP de Japón, luego de una partida muy complicada para Senna y un safety car que lo perjudicaría, acaba la carrera 16.º; siendo esta vez superado por su compañero Vitaly Petrov, quien terminaría en novena posición. Para el Gran Premio de Corea, Vitaly Petrov supera a Senna tanto en los libres como en clasificación lograría un octavo puesto de partida mientras que Senna sería relegado a la decimoquinta colocación. La carrera se tornó muy complicada para Senna que llegó a estar decimonoveno y que finalmente cruzó la meta en la decimotercera posición, sin marcar puntos personales y para el equipo ya que su compañero queda fuera de carrera tras impactar con Michael Schumacher. En la India, Senna remonta bastantes posiciones en carrera, pero de nuevo no puede puntuar tras una última parada a falta de tres vueltas. En Abu Dhabi fue 16.º, y en Brasil un toque y una sanción le hicieron terminar en 17.º lugar.

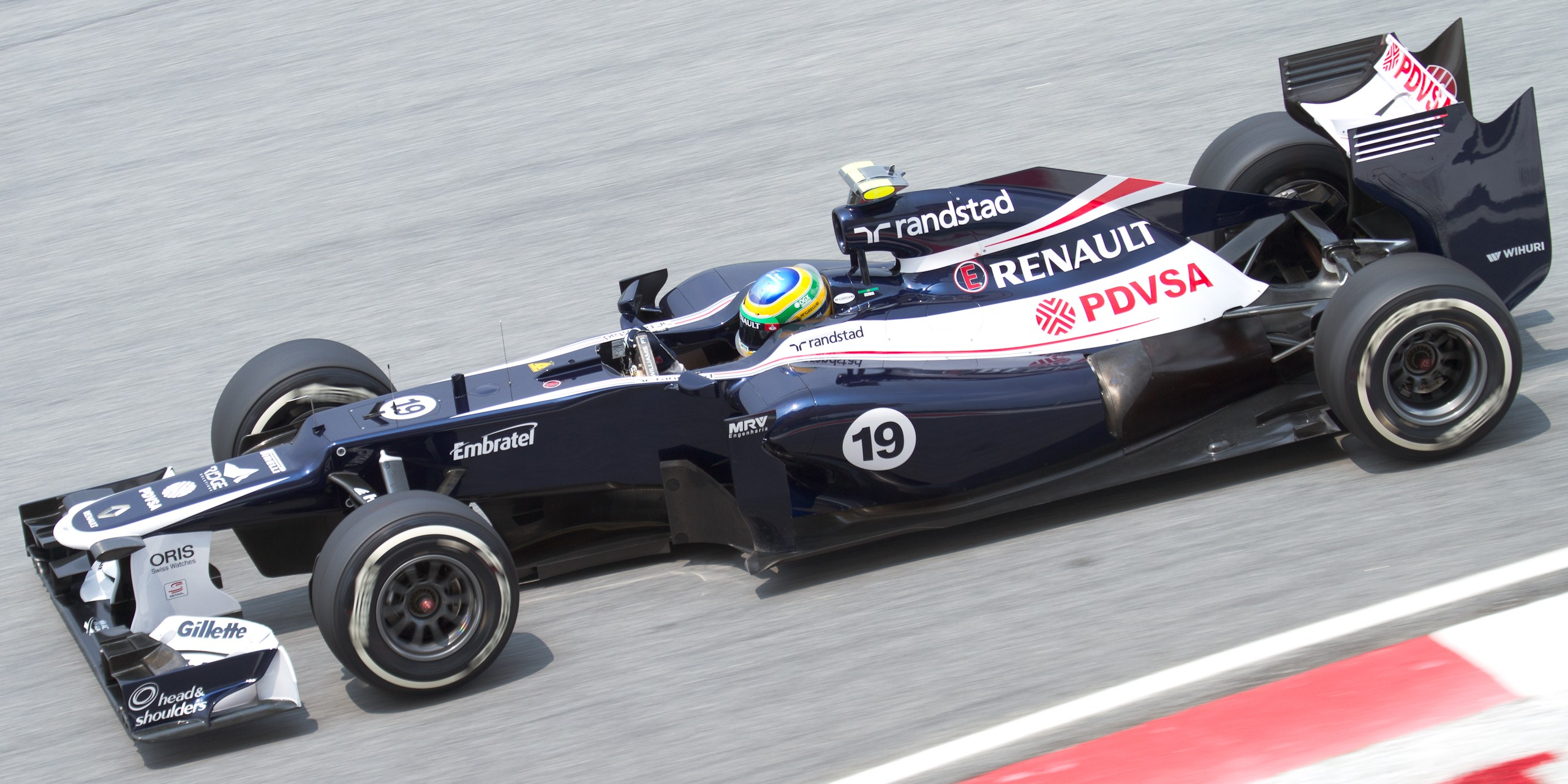
Senna al volante del Williams FW34.

Finalmente, tras lograr dos puntos en nueve carreras y entrar cuatro veces en la Q3, Renault decidió contratar a Romain Grosjean y Kimi Räikkönen como pilotos titulares para 2012, dejando a Bruno sin volante.
A principios de 2012, Senna fue contratado por Williams como compañero de equipo de Pastor Maldonado. El piloto brasileño conseguiría su mejor resultado con un 6.º puesto en el GP de Malasia, donde remontaría posiciones desde la última hasta la sexta posición, superando en el camino a los más experimentados Di Resta, Kobayashi, Massa y Schumacher, entre otros. Sin embargo, su rendimiento decayó tras ser 7.º en China. Pero Senna entró en los puntos con más frecuencia y superando a su compañero de equipo. El equipo decidió dar el asiento de Senna a Valtteri Bottas para la temporada siguiente, quien utilizó casi todos los primeros libres el monoplaza de Senna.

### Campeonato Mundial de Resistencia
Al no encontrar un asiento disponible en un equipo importante de Fórmula 1, Senna firmó con Aston Martin para competir en el Campeonato Mundial de Resistencia en 2013. Allí logró dos victorias y dos segundos puestos, por lo que se ubicó 11.º en el campeonato de pilotos, y sumó puntos para que Aston Martin terminara segunda en el campeonato de marcas. Entretanto, disputó las 12 Horas de Sebring con un Aston Martin Vantage oficial, y las 24 Horas de Spa con un McLaren MP4-12C de Von Ryan.

En 2015, Senna pasa a competir con McLaren GT. Para 2016, Senna se une al nuevo equipo de Ricardo González el RGR Sport by Morand para el Campeonato Mundial de Resistencia en la categoría LMP2, junto con Filipe Albuquerque y el propio González.

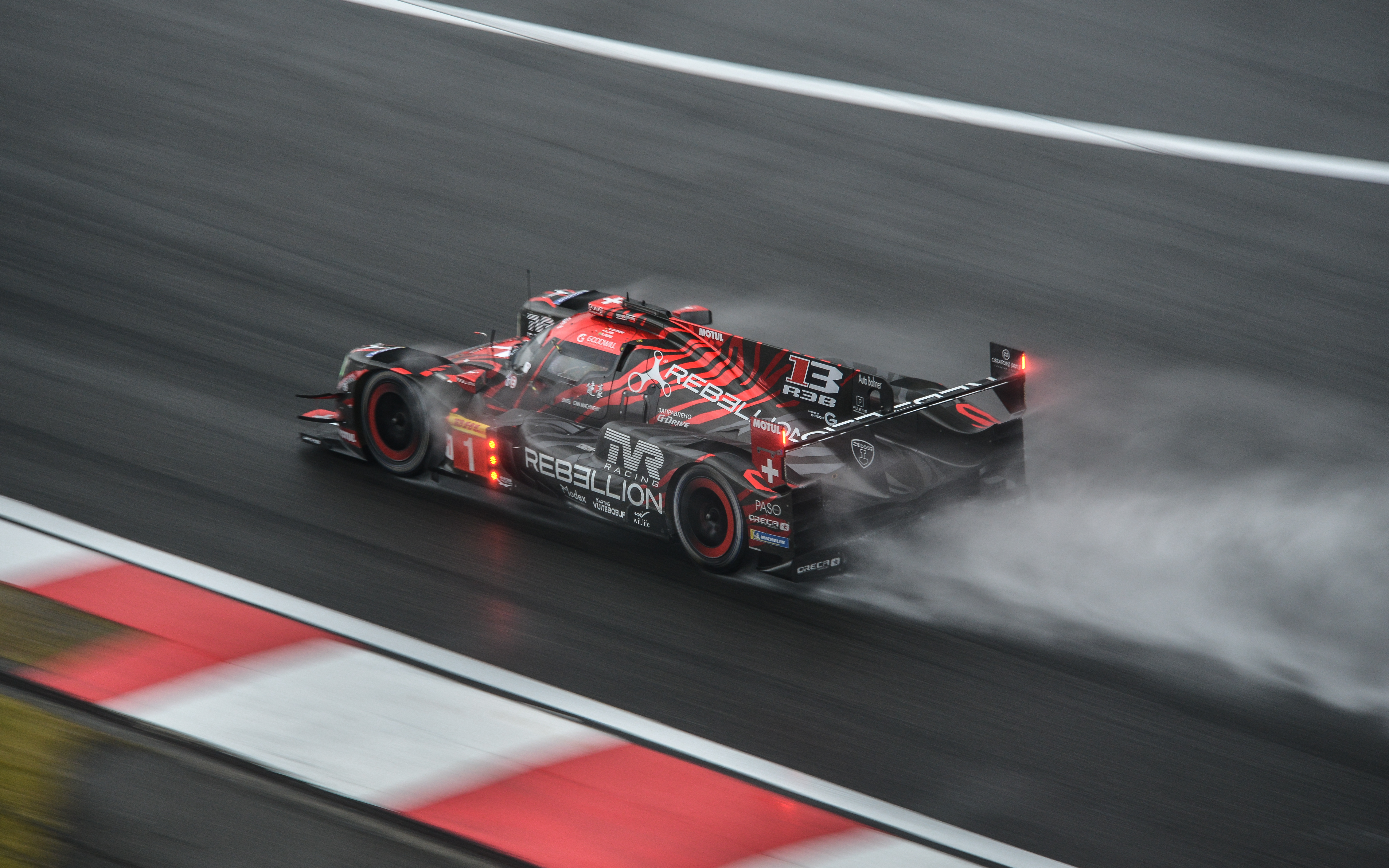
Rebellion R13 n.º 1 de Senna, Jani y Lotterer.

En la primera justa de la temporada, las 6 Horas de Silverstone, el novato equipo mexicano debuta con una victoria de clase (sexto absoluto), arrancando desde el tercer puesto de la parrilla de salida. Después lograron su segunda victoria en las 6 Horas de México, y sumado a cuatro segundos lugares y un tercero, finalizaron subcampeones en dicha clase.
Para la temporada siguiente, pasó al Vaillante Rebellion junto a Julien Canal y Nicolas Prost. Con cuatro victorias y podios en casi todas las competencias, es campeón de LMP2 con Canal. Para 2018-19 asciende junto a Rebellion a LMP1, esta vez con André Lotterer y Neel Jani. Esta vez, el brasileño subió a un podio y fue séptimo finalmente.
La temporada 2019-20 fue la última para Senna. Junto a Norman Nato y Gustavo Menezes, ganaron las 6 Horas de Shanghái y la Lone Star Le Mans.

### Fórmula E
Bruno Senna fue piloto de Mahindra Racing junto con Karun Chandhok en la temporada inaugural de Fórmula E. Resultó décimo en el campeonato, logrando un cuarto puesto y dos quintos como mejores resultados, superando a su compañero de equipo, quien termina 18.º en el campeonato.
Culminando la primera temporada de la categoría,renueva con Mahindra, ahora como compañero de Nick Heidfeld para la temporada 2015-2016. El brasileño resultó 11.º en la temporada, con un segundo lugar y dos quintos como mejores resultados.

### Otras competiciones
Para cerrar el año 2013, corrió en la Carrera del Millón del Stock Car Brasil con un Chevrolet Sonic, llegando 15.º. Volvió a competir en dicha categoría en dos ocasiones más, nuevamente como invitado.
En 2017 y 2018, compitió en algunas carreras de WeatherTech SportsCar Championship. Finalizó cuarto en las 24 Horas de Daytona de 2018, con United Autosports. En 2019 compitió en la clase LMP2 de la European Le Mans Series con RLR MSport.

## Resultados

### GP2 Series
(Clave) (negrita indica pole position) (cursiva indica vuelta rápida puntuable)

| Año  | Escudería            | 1   | 1   | 2   | 2   | 3   | 3   | 4   | 4   | 5   | 5   | 6   | 6   | 7   | 7   | 8   | 8   | 9   | 9   | 10  | 10  | 11  | 11  | Pos. | Puntos | Ref.   |
| ---- | -------------------- | --- | --- | --- | --- | --- | --- | --- | --- | --- | --- | --- | --- | --- | --- | --- | --- | --- | --- | --- | --- | --- | --- | ---- | ------ | ------ |
| 2007 | Arden International  | SAK | SAK | BAR | BAR | MON | MON | MAG | MAG | SIL | SIL | NÜR | NÜR | BUD | BUD | EST | EST | MNZ | MNZ | SPA | SPA | VAL | VAL | 8.º  | 34     | [ 31 ] |
| 2007 | Arden International  | 4   | 8   | 1   | 4   | 11  | 11  | 3   | 7   | 11  | 10  | 15  | Ret | 13  | 12  | 10  | 6   | 4   | 3   | Ret | 8   | Ret | 14  | 8.º  | 34     | [ 31 ] |
| 2008 | iSport International | BAR | BAR | EST | EST | MON | MON | MAG | MAG | SIL | SIL | HOC | HOC | BUD | BUD | VAL | VAL | SPA | SPA | MNZ | MNZ |     |     | 2.º  | 64     | [ 32 ] |
| 2008 | iSport International | 2   | 4   | 15  | Ret | 1   | 5   | Ret | 5   | 6   | 1   | 4   | 3   | 3   | 3   | 9   | Ret | 11  | Ret | 5   | 9   |     |     | 2.º  | 64     | [ 32 ] |

### GP2 Asia Series
(Clave) (negrita indica pole position) (cursiva indica vuelta rápida puntuable)

| Año  | Escudería            | 1    | 1    | 2   | 2   | 3   | 3   | 4   | 4   | 5    | 5    | Pos. | Puntos | Ref.   |
| ---- | -------------------- | ---- | ---- | --- | --- | --- | --- | --- | --- | ---- | ---- | ---- | ------ | ------ |
| 2008 | iSport International | YMC1 | YMC1 | SEN | SEN | KUA | KUA | SAK | SAK | YMC2 | YMC2 | 5.º  | 23     | [ 33 ] |
| 2008 | iSport International | 2    | 19   | 7   | 2   | Ret | 8   | 4   | Ret | DSQ  | 11   | 5.º  | 23     | [ 33 ] |

### 24 Horas de Le Mans
| Año     | Equipo                | Copilotos                           | Automóvil                | Clase   | Vueltas | Pos. | Pos. Clase |
| ------- | --------------------- | ----------------------------------- | ------------------------ | ------- | ------- | ---- | ---------- |
| 2009    | Team Oreca-Matmut AIM | Stéphane Ortelli Tiago Monteiro     | Oreca 01-AIM             | LMP1    | 219     | DNF  | DNF        |
| 2013    | Aston Martin Racing   | Frédéric Makowiecki Rob Bell        | Aston Martin Vantage GTE | GTE Pro | 252     | DNF  | DNF        |
| 2014    | Aston Martin Racing   | Darren Turner Stefan Mücke          | Aston Martin Vantage GTE | GTE Pro | 310     | 35.º | 6.º        |
| 2016    | RGR Sport by Morand   | Filipe Albuquerque Ricardo González | Ligier JS P2-Nissan      | LMP2    | 344     | 14.º | 10.º       |
| 2017    | Vaillante Rebellion   | Nicolas Prost Julien Canal          | Oreca 07-Gibson          | LMP2    | 340     | 16.º | 14.º       |
| 2018    | Rebellion Racing      | Neel Jani André Lotterer            | Rebellion R13-Gibson     | LMP1    | 375     | 4.º  | 4.º        |
| 2019    | Rebellion Racing      | Neel Jani André Lotterer            | Rebellion R13-Gibson     | LMP1    | 376     | 4.º  | 4.º        |
| 2020    | Rebellion Racing      | Norman Nato Gustavo Menezes         | Rebellion R13-Gibson     | LMP1    | 382     | 2.º  | 2.º        |
| Fuente: |                       |                                     |                          |         |         |      |            |

### Fórmula 1
(Clave) (negrita indica pole position) (cursiva indica vuelta rápida)

| Año     | Escudería               | 1       | 2       | 3      | 4       | 5       | 6       | 7       | 8       | 9      | 10     | 11     | 12     | 13      | 14      | 15      | 16     | 17     | 18     | 19     | 20      | Pos. | Puntos |
| ------- | ----------------------- | ------- | ------- | ------ | ------- | ------- | ------- | ------- | ------- | ------ | ------ | ------ | ------ | ------- | ------- | ------- | ------ | ------ | ------ | ------ | ------- | ---- | ------ |
| 2010    | Hispania Racing F1 Team | BHR Ret | AUS Ret | MYS 16 | CHN 16  | ESP Ret | MON Ret | TUR Ret | CAN Ret | EUR 20 | GBR    | GER 19 | HUN 17 | BEL Ret | ITA Ret | SIN Ret | JPN 15 | RCO 14 | BRA 21 | ABU 19 |         | 23.º | 0      |
| 2011    | Lotus Renault GP        | AUS     | MYS     | CHN    | TUR     | ESP     | MON     | CAN     | EUR     | GBR    | GER    | HUN TD | BEL 13 | ITA 9   | SIN 15  | JPN 16  | RCO 13 | IND 12 | ABU 16 | BRA 17 |         | 18.º | 2      |
| 2012    | Williams F1 Team        | AUS 16† | MYS 6   | CHN 7  | BHR 22† | ESP Ret | MON 10  | CAN 17  | EUR 10  | GBR 9  | GER 17 | HUN 7  | BEL 12 | ITA 10  | SIN 18† | JPN 14  | RCO 15 | IND 10 | ABU 8  | USA 10 | BRA Ret | 16.º | 31     |
| Fuente: |                         |         |         |        |         |         |         |         |         |        |        |        |        |         |         |         |        |        |        |        |         |      |        |

### Campeonato Mundial de Resistencia de la FIA
(Clave) (negrita indica pole position) (cursiva indica vuelta rápida)

| Año     | Escudería           | Clase     | Automóvil                | 1   | 2   | 3   | 4   | 5   | 6   | 7   | 8   | 9   | Pos. | Puntos | Ref.   |
| ------- | ------------------- | --------- | ------------------------ | --- | --- | --- | --- | --- | --- | --- | --- | --- | ---- | ------ | ------ |
| 2013    | Aston Martin Racing |           | Aston Martin Vantage GTE | SIL | SPA | LMS | SÃO | COA | FUJ | SHA | BHR |     | 8.º  | 94     | [ 35 ] |
| 2013    | Aston Martin Racing | LMGTE Pro | Aston Martin Vantage GTE | 1   | 2   | Ret | Ret | 1   |     | 2   | Ret |     | 8.º  | 94     | [ 35 ] |
| 2013    | Aston Martin Racing | LMGTE Am  | Aston Martin Vantage GTE |     |     |     |     |     | 5   |     |     |     | 8.º  | 94     | [ 35 ] |
| 2014    | Aston Martin Racing | LMGTE Pro | Aston Martin Vantage GTE | SIL | SPA | LMS | COA | FUJ | SHA | BHR | SÃO |     | 22.º | 14     | [ 36 ] |
| 2014    | Aston Martin Racing | LMGTE Pro | Aston Martin Vantage GTE |     | 4   | 10  |     |     |     |     |     |     | 22.º | 14     | [ 36 ] |
| 2016    | RGR Sport by Morand | LMP2      | Ligier JS P2-Nissan      | SIL | SPA | LMS | NÜR | MEX | COA | FUJ | SHA | BHR | 2.º  | 166    | [ 37 ] |
| 2016    | RGR Sport by Morand | LMP2      | Ligier JS P2-Nissan      | 1   | 4   | 6   | 2   | 1   | 2   | 2   | 3   | 2   | 2.º  | 166    | [ 37 ] |
| 2017    | Vaillante Rebellion | LMP2      | Oreca 07-Gibson          | SIL | SPA | LMS | NÜR | MEX | COA | FUJ | SHA | BHR | 1.º  | 186    | [ 38 ] |
| 2017    | Vaillante Rebellion | LMP2      | Oreca 07-Gibson          | 2   | 2   | 6   | 2   | 1   | 3   | 1   | 1   | 1   | 1.º  | 186    | [ 38 ] |
| 2018-19 | Rebellion Racing    | LMP1      | Rebellion R13-Gibson     | SPA | LMS | SIL | FUJ | SHA | SEB | SPA | LMS |     | 7.º  | 73     | [ 39 ] |
| 2018-19 | Rebellion Racing    | LMP1      | Rebellion R13-Gibson     | DSQ | 4   | WD  | 3   | 4   | Ret | 5   | 4   |     | 7.º  | 73     | [ 39 ] |
| 2019-20 | Rebellion Racing    | LMP1      | Rebellion R13-Gibson     | SIL | FUJ | SHA | BHR | COA | SPA | LMS | BHR |     | 3.º  | 145    | [ 40 ] |
| 2019-20 | Rebellion Racing    | LMP1      | Rebellion R13-Gibson     | 9   | 3   | 1   | 3   | 1   | 3   | 2   |     |     | 3.º  | 145    | [ 40 ] |

### Fórmula E
(Clave) (negrita indica pole position) (cursiva indica vuelta rápida)

| Año     | Escudería       | 1       | 2      | 3       | 4      | 5       | 6     | 7       | 8      | 9      | 10     | 11    | Pos. | Puntos |
| ------- | --------------- | ------- | ------ | ------- | ------ | ------- | ----- | ------- | ------ | ------ | ------ | ----- | ---- | ------ |
| 2014-15 | Mahindra Racing | PEK Ret | PUT 14 | PDE 6   | BUE 5  | MIA Ret | LBH 5 | MON Ret | BER 18 | MOS 16 | LON 16 | LON 4 | 10.º | 40     |
| 2015-16 | Mahindra Racing | PEK 13  | PUT 5  | PDE Ret | BNA 10 | MEX 10  | LBH 5 | PAR 9   | BER 15 | LON 2  | LON 6  |       | 11.º | 52     |
| Fuente: |                 |         |        |         |        |         |       |         |        |        |        |       |      |        |